# 杨录
杨录（1927年3月15日—2022年12月20日），籍贯河北隆尧，中国石油工业专家，1953年毕业于清华大学石油系。是大庆油田、辽河油田勘探开发的先驱者。曾获国家科技进步奖、辽宁省科技进步一等奖、中国石油天然气集团公司（石油工业部）一等奖等。曾任大庆石油会战指挥部副指挥兼钻井总工程师，辽河石油勘探局总工程师兼副局长，中国石油学会常务理事、享受国务院政府特殊津贴，石油工业有突出贡献科技专家。

## 人物生平
中学毕业于河北国立中学。1953年毕业于清华大学石油系，毕业后曾在四川、大庆，辽河油田工作30多年；1954年－1959年12月任四川石油管理局工程师。1955－1957年在苏联古比雪夫油田工作从事定向井、丛式井钻井。1960年1月任大庆石油会战二探区主任工程师，1961年1月任大庆石油会战钻井指挥部副指挥兼总工程师，1965年5月任大庆石油会战指挥部副总指挥；1973年4月－1990年任辽河石油勘探局副局长兼总工程师。中国石油学会常务理事。
作为中国第一代石油工业的拓荒人，是大庆石油会战、辽河石油会战的重要指挥者和领导者之一。同时组织过80多台钻机、上万人的石油大会战，完成了大庆第一口超深井—松基六井的钻探任务，1960年－1965年间，在大庆油田亲自组织指挥打了3000多口井；领导先后完成了35部中型钻机电动化改造；研制成功气动下灰车并全部应用；研制成功了千米刮刀钻头；指导用3200型钻机打成了一口4200米的超深井；打成了三一井（即一个钻头、一天打1000米）；组织1202和1205两个钻井队双双年进尺超过10万米大关，创世界钻井队年进尺最高记录；研究推广使用密闭取心和油基泥浆取心；推广应用钻机整体搬迁等多项新技术，填补了国内技术空白。领导指挥应急成功处置特大井喷事故，包括1961年大庆南1-35井，啦71井，1969年辽河“黄五井”，1970年4月辽11井，1972年辽河兴213井，1974年四川合川等。
精通英语、俄语，借鉴国外石油钻探的先进技术，在大庆组织编写了钻井业务岗位责任制。1973年领导打成了辽河油田第一口定向井-兴235井，大量引进国外打定向井、丛式井、水平井的全套设备、仪器与技术，定向井、丛式井得以大面积推广，到1996年底共打定向井8235口，数量居全国之首。 负责《优选参数钻井技术攻关研究》项目，获三委一部国家科技攻关进步奖和省级科技一等奖。在辽河总结推广了三大钻井技术，其中长筒取岩心等八项技术被推广到全国各油田，获石油工业部一等奖。负责承担“七五”国家重点科研攻关项目“保护油层防止油层污染的钻井完井技术”。荣获“石油工业有突出贡献科技专家”称号，享受国务院政府特殊津贴。